# ドルジェタク寺
ドルジェタク寺は、中華人民共和国チベット自治区山南市ゴンカル県にある寺院。1610年にチューシ・ドルジェによって創建されたチベット仏教の四大宗派のひとつニンマ派北流の総本山。
北流は14世紀にゴデムチェンが開創したといわれる。
1717年にジュンガル部の攻撃を受けて壊滅したが、その後復活した。
しかし今度は文化大革命により破壊され、1985年にようやく再建が開始された。